# Wágner Pires de Almeida
Wágner Pires de Almeida (* 27. Dezember 1973 in Porto Alegre) ist ein ehemaliger brasilianischer Fußballspieler.

## Karriere
Wágner begann seine Karriere 1995 bei XV de Piracicaba. 1997 wechselte er zum Erstligisten União São João EC. Am Ende der Série A 1997 stieg der Verein in die zweite Liga ab. Anschließend wechselte er jede Saison den Verein. Von 1998 bis 2000 war er außerdem noch bei den Vereinen Mirassol FC, Botafogo FC (SP) und EC Santo André. 2001 wechselte er zu AD São Caetano. Sommer 2001 wechselte er zum japanischen Erstligisten Cerezo Osaka. Am Ende der J1 League 2001 stieg der Verein in die zweite Liga ab. 2002 kehrte er zu São Caetano zurück. 2002 erreichte er das Finale des Copa Libertadores. 2003 wechselte er zu Guarani FC. Danach spielte er bei Atlético Mineiro, Figueirense FC und polnischen Pogoń Stettin.